# Новобиктимирово
Новобиктимирово (баш. Яңы Биктимер) — деревня в Бирском районе Республики Башкортостан Российской Федерации. Входит в состав Старопетровского сельсовета. Неподалёку от деревни находится городище и несколько могильников кара-абызской культуры, Биктимировский археологический комплекс.

## География

### Географическое положение
Находится на берегу реки Белой.
Расстояние до:
- районного центра (Бирск): 29 км,
- центра сельсовета (Питяково): 6 км,
- ближайшей ж/д станции (Уфа): 123 км.

## Население
| 2002 | 2009 | 2010 |
| ---- | ---- | ---- |
| 36   | ↗46  | ↘34  |

Согласно переписи 2002 года, преобладающая национальность — башкиры (94 %).